# ناني بريغفادزه
ناني بريغفادزه (بالجورجية ნანი ბრეგვაძე، وبالروسية Нани Брегвадзе، ولدت في 21 يوليو من عام 1936 في تبليسي) هي مغنية جورجية سوفيتية وروسية. ولدت ونشأت وبدأت حياتها المهنية في جورجيا السوفياتية في الاتحاد السوفياتي، ثم اكتسبت شعبية واسعة في أرجاء الاتحاد السوفياتي لمشاركتها في المهرجان العالمي للشباب والطلاب في عام 1957. أدت بريغفادزه مع فرق موسيقية جورجية بالإضافة إلى أدائها المنفرد.
كانت مطربة في فرقة أوريرا من جمهورية جورجيا. من أشهر أغانيها Snegopad ("تساقط الثلوج"), Bolshak (غنتها لاحقا آلا بوجاتشيفا) ، Dorogoi Dlinnoyu. بعد انطلاقها الناجح كمغنية منفردة في أوائل السبعينيات، أدت بريففادزه عددا كبيرا من الرومانسيات الروسية والغجرية. حصلت على لقب فنان الشعب في الاتحاد السوفياتي في عام 1983. تعيش بريغفادزه منذ عام 2007 في موسكو، ترأس قسم الموسيقى الشعبية والجاز في جامعة موسكو الحكومية للفن والثقافة. وهي مواطنة فخرية لمدينة تبليسي منذ عام 1995.

## روابط خارجية
- ناني بريغفادزه على موقع IMDb (الإنجليزية)
- ناني بريغفادزه على موقع ميوزك برينز (الإنجليزية)
- ناني بريغفادزه على موقع أول ميوزيك (الإنجليزية)
- ناني بريغفادزه على موقع ديسكوغز (الإنجليزية)
- ناني بريغفادزه على موقع قاعدة بيانات الفيلم (الإنجليزية)
- ناني بريغفادزه على موقع كينوبويسك (الروسية)